# Marengo (Ohio)
Marengo é uma vila localizada no estado norte-americano de Ohio, no Condado de Morrow.

## Demografia
Segundo o censo norte-americano de 2000, a sua população era de 297 habitantes.
Em 2006, foi estimada uma população de 312, um aumento de 15 (5.1%).

## Geografia
De acordo com o United States Census Bureau tem uma área de
0,5 km², dos quais 0,5 km² cobertos por terra e 0,0 km² cobertos por água. Marengo localiza-se a aproximadamente 316 m acima do nível do mar.

## Localidades na vizinhança
O diagrama seguinte representa as localidades num raio de 16 km ao redor de Marengo.